# Termessa shepherdi
Termessa shepherdi là một loài bướm đêm thuộc phân họ Arctiinae, họ Erebidae. Nó được tìm thấy ở New South Wales, Victoria và Tasmania.
Sải cánh dài khoảng 25 mm.

## Hình ảnh

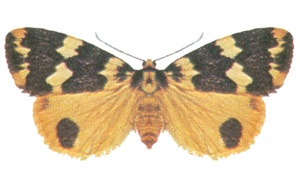